# Холодискус разноцветный
Холоди́скус разноцве́тный (лат. Holodíscus díscolor) — вид растений из Северной Америки, входящий в род Холодискус (Holodiscus) семейства Розовые (Rosaceae). Типовой вид рода.

## Ботаническое описание
Листопадный кустарник 1—4 м в высоту. Кора сиреневато-коричневая, шелушащаяся, молодые веточки ворсисто-опушённые.
Листья без прилистников, очерёдные, простые, в очертании широкояйцевидные до эллиптических, 4—10 см длиной, с двоякозубчатым краем, с заострённым концом и клиновидным или скошенным основанием. Верхняя поверхность листовой пластинки слабо опушённая, нижняя — беловатоопушённая, сероватая. Черешки до 2 см длиной.
Цветки собраны в метёльчатые соцветия 10—20 см длиной, 4 см в диаметре. Чашечка из пяти тупых или слабо заострённых продолговато-ланцетовидных чашелистиков. Лепестки свободные, эллиптические, чуть превышают по длине чашелистики. Пестики в числе 5, приросшие к чашелистикам. Тычинки в количестве до 20.
Плоды — семянки, густо покрытые мелкими волосками.

## Ареал
Холодискус широко распространён вдоль западного побережья Северной Америки — от южной Британской Колумбии до центральной Калифорнии. На восток заходит в северную часть Айдахо и западную часть Монтаны.

## Значение
Ветви холодискуса отличаются прочностью и малой горючестью, на них индейцы многих племён жарили рыбу и мясо подобно решёткам. Также их использовали для выкапывания моллюсков из песка, из них делали копья и (племя скваксин) вёсла для каноэ.
Мака кипятили кору холодискуса и использовали получавшийся напиток в качестве тонизирующего. Лумми использовали соцветия для лечения расстройств желудка, а отвар коры — для промывания глаз. Чехалис пили отвар высушенных семян для лечения оспы, пятнистой лихорадки, ветрянки и других болезней кожи.

## Таксономия

### Синонимы
- Holodiscus discolor var. eudiscolor Asch. & Graebn., 1900, nom. superfl.
- Holodiscus discolor var. typicus F.A.Ley, 1943, nom. superfl.
- Schizonotus argenteus var. ariifolius (Sm.) Kuntze, 1891
- Schizonotus argenteus var. discolor (Pursh) Kuntze, 1891
- Schizonotus ariifolius (Sm.) Greene, 1891
- Schizonotus discolor (Pursh) Raf., 1838
- Schizonotus discolor var. ariifolius (Sm.) Koehne, 1893
- Schizonotus discolor var. purshianus Rehder, 1902
- Sericotheca discolor (Pursh) Rydb., 1908
- Spiraea ariifolia Sm., 1819
- Spiraea ariifolia var. discolor (Pursh) Torr. & A.Gray, 1840
- Spiraea discolor Pursh, 1813basionym
- Spiraea discolor var. ariifolia (Sm.) S.Watson, 1876